# 北京鼓楼和钟楼
39°56′24.68″N 116°23′22.69″E / 39.9401889°N 116.3896361°E
北京鼓楼和钟楼，位于中华人民共和国北京市东城区地安门外大街最北端，是明清北京城的报时建筑。两座楼原建于元朝至元九年（1272年），明朝永乐年间于今天的位置重建。此后鼓楼和钟楼多次被毁又多次重建，每天戌时定更，此后二更至四更时每个时辰敲一次钟，寅时亮更。1924年，溥仪被驱逐出宫后，钟鼓楼不再报时，鼓楼被先后改造为图书馆和教育馆，而钟楼则先后被当做电影院和仓库使用。1983年后，钟楼和鼓楼得以重修并恢复原状，2001年重新恢复暮鼓晨钟传统。1996年，北京鼓楼和钟楼被列为全国重点文物保护单位。2024年7月27日，鐘鼓樓作为「北京中轴线——中国理想都城秩序的杰作」的组成部分入選世界遗产。

## 历史

### 古代

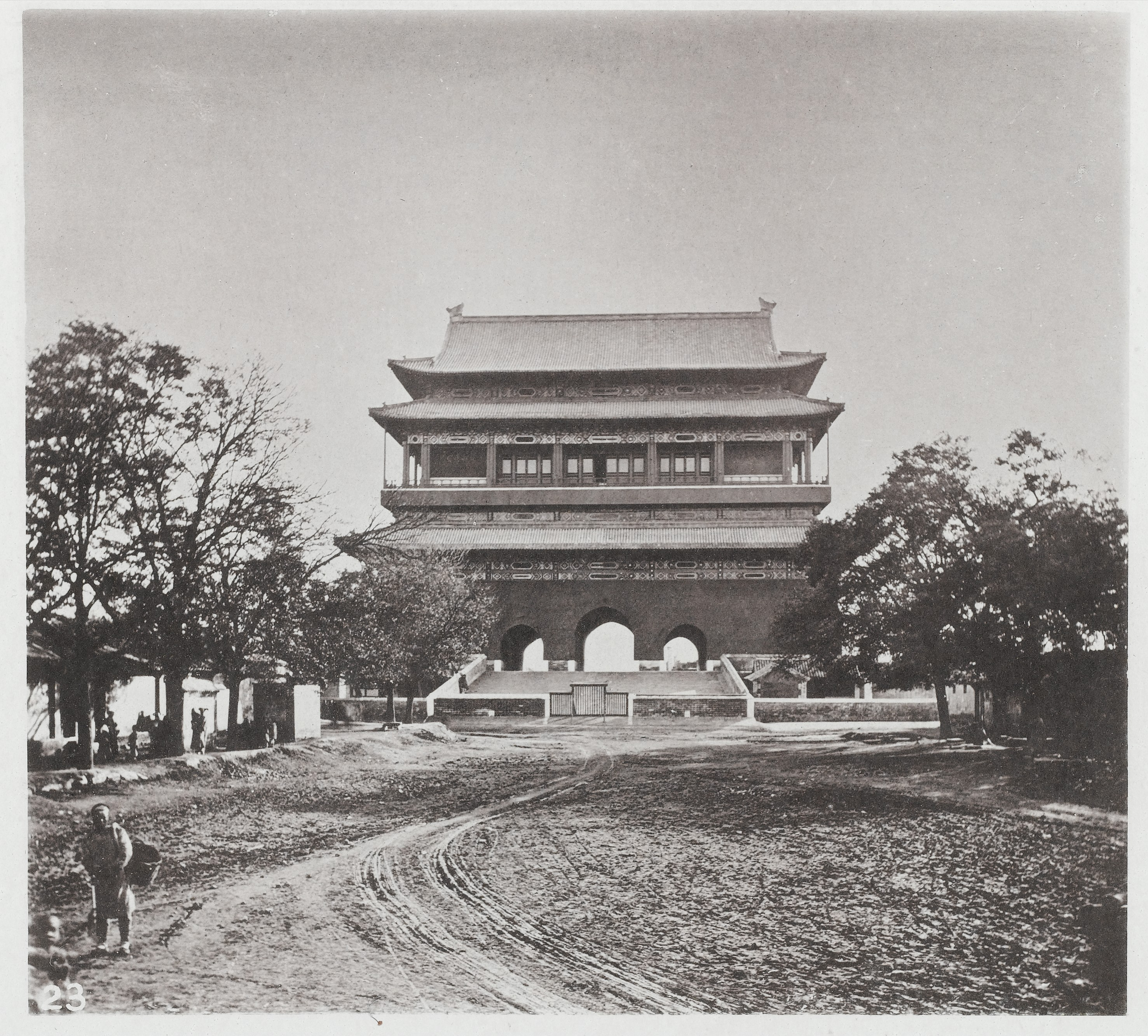
清末鼓楼

鼓楼和钟楼始建于元朝至元九年（1272年），鼓楼当时的名字叫齐政楼。钟楼和鼓楼在建成不久后先后被大火焚毁，大德元年（1297年）鼓楼得以重建。明朝永乐十八年（1420年）迁都北京后，皇宫位置比元朝偏东，鼓楼也随之迁址，现在的鼓楼位于元代大都城中心阁的旧址之上，当年在鼓楼北侧，也就是元代钟楼的基址上重建了钟楼。钟楼建成后不久再次被火焚毁。嘉靖十八年（1539年）时，鼓楼被雷击毁，不久后重修。乾隆十年（1745年）重建钟楼，历时十二年建成。但在乾隆年间时鼓楼被毁。嘉庆五年（1800年）和光绪二十年（1894年）鼓楼得以重修。1900年，八国联军入侵北京时曾严重毁坏鼓楼上的文物。:57,316-317:122-124:140:777-778

### 近代
中华民国时期，1924年，鼓楼不再报时后，其内的鼓大多数丢失，一度仅剩一面鼓，上面还有八国联军留下的刀痕。1924年，京兆尹薛笃弼将鼓楼改称为明耻楼，并在上面开办了京兆普通图书馆，同时还开设有展览，包括八国联军侵略北京时的图片和模型。不久后新任京兆尹李谦六将鼓楼更名为齐政楼。1925年时，鼓楼上开办京兆通俗教育馆，鼓楼台基的四个券门和一个中心厅被改为陈列室，其余四个券门建立了书报阅览室和民众问事代书处，鼓楼和钟楼之间还开设了儿童体育场和成人体育场，而钟楼则被改为了教育馆的附设电影院。1936年，鼓楼上改为第一民众教育馆，教育馆附设儿童运动场。卢沟桥事变后，鼓楼被伪政府改为北平特别市新民教育馆，但因和日本方面教育观念相冲突而很快停办，钟楼内的电影院也随之停办。抗战胜利后，鼓楼改为北平市第一民众教育馆，钟楼内的影院也被恢复。:316-317:122-124:225-228

### 现代
1949年初，中国人民解放军接管北平后，将鼓楼改为北平市第一人民教育馆，馆内陈列品和图书均为审查之后的馆内原藏。中华人民共和国成立后，鼓楼和钟楼归东城区文化馆使用，其中钟楼被作为仓库使用。1957年，鼓楼和钟楼分别被列为北京市文物保护单位。1976年唐山大地震中，钟楼和鼓楼都受到了一定程度的损坏。1983年，钟楼上的永乐十八年造的钟由于音质不佳而被移入了大钟寺古钟博物馆，并换上了一口同样造于永乐年间的钟。1983年年底，东城区文化馆从鼓楼迁出。1984年，北京市人民政府拨款重修鼓楼和钟楼，1986年出资修缮了钟楼，钟鼓楼文物管理所成立。1987年鼓楼正式对外开放，1989年钟楼正式对外开放:316-317:122-124:140-142:226-228:777-778。1996年，北京钟楼和鼓楼被列为全国重点文物保护单位。2013年，鼓楼北侧的红漆铁门因年久失修被换上了黑漆木门，但这次更换并未报北京市文物局审批。北京市文物局得知消息后勒令钟鼓楼文物管理所恢复原貌。2024年7月27日，鐘鼓樓作为「北京中轴线——中国理想都城秩序的杰作」的组成部分入選世界遗产。

## 报时
钟楼和鼓楼建成之后，每到每天的戌时，鼓楼击鼓18下，再钟楼击钟18下，各击三遍，共计108下，俗称“紧十八，慢十八，不紧不慢又十八”，从而报完一个时辰，称为定更。此后亥时（二更）、子时（三更）和丑时（四更）只撞钟不击鼓，且每个时辰只撞一次。次日寅时击鼓和击钟的模式与戌时相同，称为亮更。全程用一座铜壶滴漏来定时。清朝时改为用时辰香定更次，钦天监太监掌香，銮仪卫派旗鼓手司鼓。1924年溥仪被驱逐出宫后，钟楼和鼓楼不再报时，直至2001年12月31日才恢复。:316-317:124:777-778

## 结构

### 鼓楼
鼓楼位于地安门外大街北端，坐北朝南，占地面积约7000平方米。四周砌有砖墙，门前有一对高1.25米的石狮子。鼓楼通高46.7米，底部有一层4米高、东西长56米、南北长33米的台基，台基南北两侧各开有3座券门，东西两侧各开有1座券门。台基内开有无梁式砖石结构的十字形券洞。台基的东北角开有一座小门，进入小门后有向上的69级石梯，其中底部60级为南北走向，顶部9级右转向西，可达台基的顶端。台基顶为木结构的楼，共分上下二层。第一层楼室面阔五间，进深三间，建筑面积925平方米，共有36根木柱。楼的室内方砖铺地，门窗为六抹方格槅扇。室外有木护栏和环楼走廊，望柱高1.55米。楼内原摆放有25面鼓，其中1面主鼓，24面群鼓，鼓均为整张牛皮蒙製，长2.25米，直径1.34米。鼓座为木质，高1.8米，宽1.9米，厚2米，外表上漆并雕有云纹。第二层为暗层，本没有楼体相通，1984年维修时安装有一副铁楼梯以供上下，可以检查房屋和存放物品。楼顶为三重檐歇山顶调大脊，灰筒瓦绿琉璃剪边。上带吻兽和垂兽，单昂单翘五踩斗栱，绘有旋子彩画。:316:123-124:124:226:777-778

### 钟楼

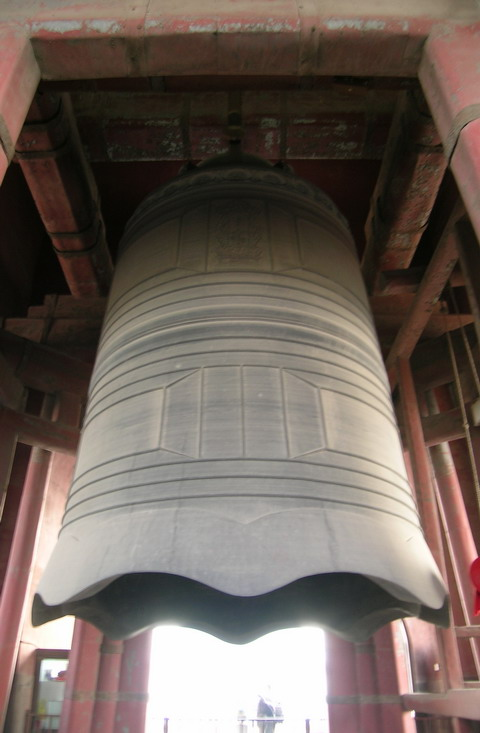
钟楼大钟

钟楼位于鼓楼北侧100米处，是北京城中轴线的北终端。钟楼坐北朝南，整体为砖石结构，占地面积约6000平方米，通高47.95米，下部为砖石台基，台基上为高33米的楼体。楼体分两层，第一层高15.74米，四面各开一座券门，内部呈十字相交。内部东侧有75级石梯可达第二层。第一层顶部有城垛，城垛内侧的第二层楼体每面均有一座拱券门，拱券门左右两侧各有一扇石製雕窗，楼体外四周围有汉白玉护栏。楼内屋顶正中呈半球形，正中有一个八角形的木框架，正东、正西、正南、正北四个防线每边长2.3米，其余四边每边长1.35米，木架上悬挂有一口大铜钟，该钟高5.4米，底部直径3.4米，上顶径约1米，钟钮高约1米，全钟重约42吨，钟上有“大明永乐年”铭文。钟的两侧各悬挂一根长2米、直径约0.25米的撞钟用圆木。顶部为黑琉璃瓦绿剪边，重檐歇山顶，有望兽、垂兽，檐下平身科为砖雕仿木单昂单翘五踩斗栱。钟楼南面立有一座清乾隆御制重建钟楼碑:316:123:140:226-227